# 塔丝·潘努
塔丝·潘努（英語：Taapsee Pannu，1987年8月1日—）是印度电影女演員和模特儿，她主要出現在寶萊塢和南印度的電影。她首部電影是泰卢固语电影的《Jhummandi Naadam》 ，她其他較受歡迎的電影有《红粉惊魂》（Pink）和《Baby》等等。
2024年3月23日，她和已交往十一年的丹麦羽毛球运动员玛蒂亚斯·鲍伊结婚。

## 外部連結
- 塔丝·潘努在互联网电影资料库（IMDb）上的資料（英文）
- 塔丝·潘努的Instagram帳戶